# Schweizer Davis-Cup-Mannschaft
|                                               |
| Teilnahmen der Schweizer Davis-Cup-Mannschaft |

Die Schweizer Davis-Cup-Mannschaft ist die Tennisnationalmannschaft der Schweiz, die das Land im Davis Cup vertritt. Der Davis Cup ist der wichtigste Wettbewerb für Nationalmannschaften im Herren-Tennis, analog zum Fed Cup bei den Damen.

## Geschichte
Die Schweiz nimmt seit 1923 am Davis Cup teil. Den grössten Erfolg feierte das Land 2014, als der Mannschaft um Roger Federer und Stanislas Wawrinka gegen Frankreich der erste Davis-Cup-Sieg gelang. 1992 hatte das Team um Marc Rosset und Jakob Hlasek das Finale erreicht. Die meisten Einsätze im Schweizer Davis-Cup-Team weist Heinz Günthardt auf. Erfolgreichster Spieler ist mit 52 Siegen Roger Federer.

## Finalteilnahmen
Die Ergebnisse der Finalteilnahmen werden aus Schweizer Sicht angegeben.
| Jahr | Finalort          | Finalgegner        | Ergebnis |
| ---- | ----------------- | ------------------ | -------- |
| 1992 | Fort Worth        | Vereinigte Staaten | 1:3      |
| 2014 | Villeneuve-d’Ascq | Frankreich         | 3:1      |

## Auszeichnungen
Nach der Finalteilnahme 1992 und dem Davis-Cup-Sieg 2014 wurde die Mannschaft jeweils zur Schweizer Mannschaft des Jahres gewählt.